# Орора (Західна Вірджинія)
Орора (англ. Aurora) — переписна місцевість (CDP) в США, в окрузі Престон штату Західна Вірджинія. Населення — 200 осіб (2020).

## Географія
Орора розташована за координатами 39°19′31″ пн. ш. 79°33′17″ зх. д. / 39.32528° пн. ш. 79.55472° зх. д. (39.325403, -79.554590).  За даними Бюро перепису населення США в 2010 році переписна місцевість мала площу 5,46 км², уся площа — суходіл.

## Демографія
Згідно з переписом 2010 року, у переписній місцевості мешкала 201 особа в 86 домогосподарствах у складі 53 родин. Густота населення становила 37 осіб/км².  Було 98 помешкань (18/км²).
Расовий склад населення:
| - 99,5 % — білих |

До двох чи більше рас належало 0,5 %. Частка іспаномовних становила 1,0 % від усіх жителів.
За віковим діапазоном населення розподілялося таким чином: 24,4 % — особи молодші 18 років, 55,2 % — особи у віці 18—64 років, 20,4 % — особи у віці 65 років та старші. Медіана віку мешканця становила 42,5 року. На 100 осіб жіночої статі у переписній місцевості припадало 116,1 чоловіків;  на 100 жінок у віці від 18 років та старших — 105,4 чоловіків також старших 18 років.
Середній дохід на одне домашнє господарство  становив 41 768 доларів США (медіана — 40 395), а середній дохід на одну сім'ю — 47 638 доларів (медіана — 42 292). Медіана доходів становила 27 596 доларів для чоловіків та 45 574 долари для жінок. 
Цивільне працевлаштоване населення становило 97 осіб. Основні галузі зайнятості: роздрібна торгівля — 66,0 %, освіта, охорона здоров'я та соціальна допомога — 13,4 %, науковці, спеціалісти, менеджери — 7,2 %, фінанси, страхування та нерухомість — 6,2 %.